# Cadrema latigena
Cadrema latigena är en tvåvingeart som beskrevs av Mario Bezzi 1928. Cadrema latigena ingår i släktet Cadrema och familjen fritflugor.
Artens utbredningsområde är Fiji. Inga underarter finns listade i Catalogue of Life.